# Шухов, Владимир Григорьевич
Влади́мир Григо́рьевич Шу́хов (28 августа 1853, Грайворон, Курская губерния — 2 февраля 1939[…], Москва) — русский и советский инженер, архитектор, изобретатель, учёный; член-корреспондент (1928) и почётный член (1929) Академии наук СССР, лауреат премии имени В. И. Ленина (1929), Герой Труда (23 апреля 1928). Автор проектов первых российских магистральных нефтепроводов и нефтеперерабатывающего завода с первыми российскими установками крекинга нефти (1931). Внёс большой вклад в технологии нефтяной промышленности и трубопроводного транспорта.
В. Г. Шухов первым в мире применил для строительства зданий и башен стальные сетчатые оболочки. Шухов ввёл в архитектуру форму однополостного гиперболоида вращения, создав первые в мире гиперболоидные конструкции, в том числе и знаменитую башню на Шаболовке.

## Биография

### Родители и детство
Владимир Григорьевич Шухов родился 16 [28] августа 1853 в г. Грайвороне Курской губернии в небогатой дворянской семье. Впервые один из предков Шухова по отцовской линии получил дворянство от Петра I за храбрость, проявленную в Полтавском сражении, но это дворянство, по-видимому, было личным. До потомственного дворянства дослужился дед Владимира Григорьевича, получивший его (согласно табели о рангах) вместе с обер-офицерским званием. Впрочем, потомственное дворянство успел унаследовать только младший из его сыновей — Григорий Петрович Шухов, родившийся в 1827 (по другим сведениям — 1824) году — отец Владимира Григорьевича. Григорий Петрович окончил Харьковскую гимназию (1844) и юридический факультет Харьковского университета и уже в 29 лет был произведён в титулярные советники. За заслуги в Крымской войне 1853—1856 годов он получил бронзовую медаль на Владимирской ленте.
Мать Владимира Григорьевича Вера Капитоновна, урождённая Пожидаева, происходила из более знатной семьи курских помещиков, имение которых находилось в Щигровском уезде Курской губернии. Её отец, подпоручик Капитон Михайлович Пожидаев, скончался в 1848 году, на балу, куда отправился, не вылечившись после тяжёлого ранения, полученного на Кавказской войне. По сохранившимся воспоминанием В. Г. Шухова, кроме ума и красоты, его мать отличалась тяжёлым, деспотичным характером, а уровень благосостояния, который мог обеспечить Григорий Петрович, не бравший взяток на службе, не соответствовал тому, к чему она привыкла в детстве. Родители Шухова обвенчались в 1851 году, в 1852 году родилась его старшая сестра Надежда. В 1853 году Г. П. Шухов был назначен городничим в маленький уездный город Грайворон, до 1838 года считавшийся слободой. Именно тут 16 августа 1853 года и родился Владимир Григорьевич Шухов, о чём имеется запись в метрической книге Успенской церкви города Грайворона (хотя в ряде прижизненных источников, включая Энциклопедический словарь Брокгауза и Ефрона в качестве его года рождения указан 1854 год: и сам Шухов, и, в особенности, его мать, имели привычку путать даты).
10 декабря 1853 года Г. П. Шухов сдаёт дела в Грайвороне и возвращается с семьёй в Курск. В 1856 году под влиянием жены он подаёт прошение о переводе в столицу, и Шуховы переезжают в Петербург. В начале 1860-х Григорий Петрович знакомится в Одессе, куда приезжает в качестве инспектора, с Николаем Ивановичем Пироговым, и во многом под его влиянием переходит на службу из финансового ведомства в Ведомство учреждений императрицы Марии, занимавшееся учебными, медицинскими и благотворительными заведениями. Однако на маленького Володю и его сестру эти перемещения родителей оказывают не сильное влияние: они воспитываются у бабушки, в Пожидаевке.
Именно бабушка научила четырёхлетнего Володю Шухова читать. С детства будущий инженер проявляет тягу к конструированию, устраивает возле дома фонтан, строит на ручье маленькую действующую водяную мельницу. А в 1860 году отец берёт с собой детей в гости к академику астроному Карлу Христофоровичу Кнорре. Посещение обсерватории Кнорре произвело на мальчика сильное впечатление, именно с него началось серьёзное увлечение Володи естественными науками.

### Образование
В 1863 году Владимир Шухов покидает Пожидаевку (которую вскоре пришлось продать) и приезжает в Петербург к родителям. Здесь он поступает в Пятую Санкт-Петербургскую гимназию, где в то время преподавал выдающийся учёный и педагог К. Д. Краевич. Уже в гимназии проявились его способности к точным наукам, особенно к математике. В 13 лет, гимназистом четвёртого класса, он нашёл собственное оригинальное доказательство теоремы Пифагора. Краевич похвалил гимназиста Шухова за оригинальное и краткое доказательство, но со словами о том, что Пифагор жил более 2000 лет назад, и надо было, уважая предшественников, сначала изложить его доказательство, снизил оценку.
Окончив гимназию в 1871 году, Шухов, по совету отца, поступил на инженерно-механическое отделение Императорского Московского технического училища (ныне — Московский государственный технический университет имени Н. Э. Баумана) «казённокоштным студентом», выдержав серьёзный конкурс. ИМТУ в то время было передовым учебным заведением, в котором большое внимание уделялось математической подготовке и, при этом, студенты знакомились с практическим производством — обучались в мастерских: токарных (по дереву и металлу), слесарной, модельной, литейной, кузнечной и т. д. Математику в училище преподавал Алексей Васильевич Летников, теоретическую механику — будущий «отец аэродинамики» Н. Е. Жуковский, ставший в 1872 году доцентом, а практическую механику (с того же года) — профессор Ф. Е. Орлов. Среди друзей и одноклассников Шухова был и будущий профессор Пётр Кондратьевич Худяков (1858—1935), вундеркинд, поступивший на подготовительные курсы ИМТУ, когда ему ещё не было одиннадцати. Подобно другим студентам, Шухов старается поддерживать контакты с основателем петербургской математической школы академиком П. Л. Чебышёвым. В последний год обучения студент Шухов зарегистрировал своё первое изобретение — паровую форсунку («прибор, производящий разбрызгивание мазута в топках, используя упругость водяных паров»). Такая форсунка не только стала впоследствии одной из «изюминок» паровых котлов «Конторы инженера Бари», но и спустя 21 год, в 1897, украсила обложку книги Д. И. Менделеева «Основы фабрично-заводской промышленности». Талантливый студент был замечен преподавателями. В частности, после окончания с отличием в 1876 году училища Шухову было предложено место ассистента у Чебышёва (от которого он отказался). Затем в составе научной делегации Шухов был направлен для ознакомления с достижениями промышленности в США — на Всемирную выставку. Именно тогда, на Всемирной выставке Шухов познакомился с американским инженером русского происхождения Александром Вениаминовичем Бари. Он заведовал «металлическими работами» при строительстве павильонов готовящейся выставки (за что получил Гран-При и золотую медаль) и, как хороший знакомый Ф. Е. Орлова по Цюрихской политехнической школе, принимал российскую делегацию в Америке. Бари оказывал россиянам помощь в знакомстве со страной и выставкой, помогал в закупке оборудования, инструментов и образцов изделий для мастерских технического училища, показывал участникам делегации металлургические заводы Питсбурга, строительство железных дорог и все новинки американской техники..

### Начало самостоятельной работы
Вернувшись из командировки в Соединенные Штаты, в 1877 году Шухов поступил на службу в управление Петербурго-Варшавской железной дороги, в марте 1878 года назначается на должность начальника чертёжного бюро, где проектировал паровозные депо. В это время он стал вольнослушателем Военно-медицинской академии. Как потом говорил сам Шухов, два года изучения медицины дали ему бесценный опыт знакомства с самой совершенной «конструкцией», которую создала природа, — человеческим организмом. В это время у Шухова начинаются проблемы со здоровьем (ему диагностируют начинающуюся чахотку), и врачи советуют ему перебраться в места с более тёплым климатом.
Летом 1877 года инженер А. В. Бари с семьёй вернулся в Россию и, воспользовавшись своими знакомствами, начал сотрудничество с Людвигом Нобелем. В том же году Л. Нобель приступил к постройке задуманного им в 1876 г. нефтепровода от мест добычи в Балаханах до своего нефтеперегонного завода в Чёрном городе (заводской район Баку). По поручению Л. Нобеля Бари отправляется в США для сбора информации об устройстве американских нефтяных месторождений и найма специалистов.Л. Нобель с большими сложностями договаривается о землеотводе, покупает землю, заказывает в США и Англии необходимые для постройки нефтепровода материалы и оборудование и после их прибытия начинается строительство. Владельцы гужевых повозок, перевозивших нефть, неоднократно поджигали и разрушали строящуюся магистраль и для охраны по всей её длине были поставлены караульные будки. Нефтепровод был введён в эксплуатацию осенью 1878 года. До конца года по нему было перекачено 841 150 пудов (около 13 779 тонн) нефти, а в течение 1879 года — 5 585 324 пуда (91 487 тонн), стоимость перевозки одного пуда снизилась до 9 раз и строительство полностью окупило себя за один год.

Оценив открывающиеся перспективы получения следующих подрядов, Бари вспоминает о Шухове и приглашает его к совместной работе в Баку. В июле Шухов оставляет службу на железной дороге и прибывает туда осенью 1878 года, как раз к моменту запуска первого российского трубопровода. Как указывал позднее сам Шухов: 
«Въ окрестностяхъ Баку …. существуеть нѣсколько нефтепроводовъ, построенныхъ исключительно изъ американскихъ матеріаловъ и по американскимъ даннымъ» 
«Первый Н. в окрестностях Баку был построен инженером А. В. Бари для товарищества братьев Нобель в 1878 г.; диаметр его 3 дюйма, длина 8 1/2 верст. Второй Н. был построен им же для Г. М. Лианозова в 1879 г.; диаметр его 3 дюйма, длина 11 1/2 верст.» 
Биографы Шухова, настаивающие на его авторстве проекта первого российского нефтепровода, объясняют то, что Шухов назвал его автором г-на Бари, или природной скромностью Шухова или невозможностью упоминания имени истинного создателя. Но как видно из хронологии событий, Шухов просто не успевал участвовать в его проектировании.
Позднее, Шухов обобщил накопленный в Баку практический опыт в своей статье Нефтепроводы, изданной в 1884 году, привел формулы их расчета с учетом отличий физических свойств российской нефти от американской и впервые в практике указал методы расчета наиболее экономичного нефтепровода при его заданной пропускной способности.
Одновременно со строительством нефтепроводов Л. Нобель инициирует строительство вертикальных железных резервуаров. Первые резервуары в Баку строились силами компании братьев Нобель также по американскому образцу. Изначально американские резервуары были деревянными, имели вид гигантских вертикальных конусных бочек, стянутых железными обручами. С середины 1860 годов в США начался постепенный переход к цилиндрическим вертикальным железным клепаным конструкциям, возводимым на грунте. Миф о том, что американские нефтяные резервуары были якобы прямоугольными, родился в советский период.
В 1879 году был принят в эксплуатацию керосиновый распределительный склад Нобелей в Царицине, первоначально состоящий из 9 железных клепаных резервуаров в 90 000 пудов (1470 тонн) каждый, общей емкостью 810 000 пудов (13 267 тонн), подряд на строительство которых был выполнен инженером Э.Ф. Альтфатером.
Документальные данные о подрядах Бари и Шухова на строительство в Баку в 1879-1880 годах железных резервуаров отсутствуют. Контора Инженера А.В. Бари, созданная в 1880 году в Москве после возвращения из Баку, в которой «главным помощником по инженерной части» был назначен Шухов, построила свои первые железные резервуары в 1881 году.

### Главный инженер конторы Бари
В 1880 году Бари создал свою фирму «Техническая контора инженера А. В. Бари» (позже «Строительная контора инженера А. В. Бари»), куда пригласил Шухова на работу. В начале 1881 года жена Бари, Зинаида Яковлевна, среди разных семейных новостей сообщала сестре: 

Шухов с октября месяца живёт в Москве и служит у Саши как главный его помощник по инженерной части, получает 200 рублей жалованья, помимо процентов.
Уже через полгода (по другим сведениям, еще во время учебы) Шухов сконструировал оригинальный вариант форсунки, работающей по принципу «пульверизатора», изобретенного в 1866 году полковником А. И. Шпаковским. Форсунка Шухова оказалась весьма удачной и применялась для отопления паровых котлов даже много десятилетий спустя.
В 1883 году Шухов публикует статью «Механические сооружения нефтяной промышленности», в которой приводит оригинальную методику определения наивыгоднейших размеров железных цилиндрических клепаных резервуаров с точки зрения достижения минимальной металлоемкости и стоимости. Предложенный им дополнительный расчет напряжений в стенках резервуара с помощью решения дифференциального уравнения 4-го порядка позволил уменьшить вес нижнего пояса листов до 9 % по сравнению с обычным расчетом и добиться равномерного распределения усилий в поясах листов резервуара.
Основы классической теории нефтепроводов, используемой и поныне, Шухов изложил в следующем, 1884 году, в статье «Нефтепроводы».
Хотя Шухова отличала потрясающая работоспособность и увлечённость своими инженерными проектами, работа отнюдь не занимала всё время его жизни. Он увлекался оперой, театром, шахматами. Достаточно серьёзно занимался велоспортом, был победителем городских соревнований.
Однако самым главным его увлечением была фотография (в том числе стереоскопическая фотосъёмка). В частности, сохранилась сделанная им стереофотография дочери, катающейся на качелях, отличающаяся не только очень высоким для своего времени техническим, но и художественным уровнем. Он даже оставил в одной из своих записных книжек запись «Я по профессии — инженер, а в душе — фотограф».
После смерти Александра Вениаминовича в 1913 году Шухов становится главным инженером Конторы, руководит проектным бюро.
В фирме Бари В. Г. Шухов проработал до ее национализации после революции 1917 года, почти 40 лет и вспоминал: 

Говорят, что Бари эксплуатировал меня. Это верно. Но и я эксплуатировал его, заставляя выполнять мои даже самые смелые предположения
Друг Шухова профессор П. К. Худяков вспоминал, что шуховские разработки, которые он делал, работая на Бари, порой не нравились высокопоставленным чиновникам из-за того, что были «безобразно дёшевы» и не оставляли возможности для взяток, к которым те привыкли.

### Семья
Первый ребенок В. Г. Шухова, Владимир, родился в 1883 году в Москве, вне брака. Восприемниками при крещении были отец Григорий Петрович и сестра Шухова Ольга. Мать пожелала остаться неизвестной, ребенок воспитывался в приемной семье. Позднее, в 1893 году, в том числе под влиянием А. В. Бари, Шухов усыновил мальчика, передал ему свой дворянский титул и право на почетное гражданство г. Москвы.
В 1885 году молодой инженер Шухов знакомится с подругой своих сестёр, восемнадцатилетней Ольгой Леонардовной Книппер — будущей знаменитой актрисой и женой Чехова. Однако их продолжавшийся два года роман, вопреки ожиданиям родных, свадьбой так и не завершился.
Женой Шухова в 1894 году стала дочь железнодорожного врача из рода Ахматовых Анна Николаевна Мединцева, с которой он познакомился за два года до того, во время поездки в Воронеж. Их первенец — дочь Ксения, родился 30 ноября 1892 года, до заключения брака. Всего в семье Шуховых было пятеро детей. После Ксении родились Сергей (1894—1969), Фавий (1895—1945), Владимир (1898—1919) и Вера (1896—199?).
Младший сын умер в двадцатилетнем возрасте 1919 году от холеры. Хотя ряд источников рассказывают драматическую историю о том, что воевавший на стороне Колчака Владимир был захвачен в плен Красной армией, и Владимир Григорьевич, чтобы «выкупить» сына, передал новой власти принадлежавшие ему иностранные патенты на свои изобретения. Однако эта история не соответствует действительности. Как пишет Елена Шухова, один из сыновей Шухова действительно служил в гражданскую войну у Колчака, но это был старший сын, Сергей, впоследствии как и отец, ставший инженером-строителем и сумевший сохранить отцовский архив. Патенты были переданы государству в 1929 году. С другой стороны, нет никаких документальных подтверждений существования зарубежных патентов Шухова. Российские же патенты Шухова имели срок действия от 3 до 10 лет. Так, привилегии на ажурную башню и сетчатые покрытия были прекращены в 1908 году.
Средний сын Шухова, Фавий (служивший в молодости у Деникина), пострадал от репрессий: вскоре после смерти отца был сослан в Омск, где заболел туберкулёзом и умер в декабре 1945 года. Кроме того, в 1928 году был репрессирован и внебрачный сын В. Г. Шухова.

### Последние годы жизни
С 1924 по 1927 год — председатель Комитета Госплана по нефтепроводам. В 1927 году избран членом ВЦИК. В 1928 году Владимир Григорьевич был избран членом-корреспондентом АН СССР, а в 1929 году — её почетным членом. В 1928 году избран членом Московского городского совета.
В 1929 году был удостоен премии имени В. И. Ленина. В том же году Шухову присвоено почётное звание «Заслуженный деятель науки и техники РСФСР». С 1929 года по 1931 год — главный инженер проектного бюро Московского машиностроительного треста, до 1935 года технический консультант по проектированию объектов Мосмаштреста (важнейшее направление — проектирование и строительство гидроканала Москва — Волга, осуществлённое учеником и последовательным продолжателем деятельности В. Г. Шухова инженером К. К. Купаловым-Ярополком). С 1932 по 1939 год — технический консультант треста «Стальмост НКТП СССР» и завода «Парострой» (Москва).
Последним крупным достижением В. Г. Шухова в области строительной техники стала работа по восстановлению после землетрясения древнего медресе Улугбека в Самарканде в 1932 г. Совместно с архитектором М. Ф. Мауэром Шухов выпрямил «падающий» восточный минарет. Эта уникальная операция имела резонанс во всём мире.
В возрасте 79 лет Шухов стал свидетелем осуществления разработанного им ещё в молодости проекта полной переработки нефти. В его присутствии в Баку в 1932 году был пущен в эксплуатацию завод «Советский крекинг». В первые недели его работы Шухов сам следил за ходом производства.
Находясь на пенсии, вёл уединённый образ жизни и принимал только друзей и старых товарищей по работе.
Все права на свои изобретения и все гонорары Шухов передал советскому государству.
В. Г. Шухов скончался от последствий несчастного случая в возрасте 85 лет. Из-за опрокинутой на себя свечи он получил тяжелые ожоги более 80 % тела. Врачи боролись за его жизнь пять дней, но на шестой день, 2 февраля 1939 года, сердце Шухова остановилось. Похоронен на Новодевичьем кладбище, участок 2, ряд 40.

## Вклад Шухова в инженерное дело

### Развитие нефтяной отрасли и тепловых машин

#### Создание и развитие оборудования и технологийнефтянойотрасли,цилиндрических резервуаров-нефтехранилищ, речныхтанкеров.
Инженер В. Г. Шухов и инженер С. П. Гаврилов первыми в мире создали и запатентовали устройство установки непрерывного термического крекинга нефти в 1891 году (патент Российской империи № 12926,  заявка от 27 ноября 1891 года).
Работая на нефтяных промыслах в Баку, В. Г. Шухов занимался сооружениями для подъёма и перекачки нефтепродуктов, предложил новую очень компактную конструкцию насоса-эрлифта для подъёма нефти с помощью сжатого воздуха. Эрлифт в то время не нашел практического применения. 
Разработал методику расчёта цилиндрических стальных резервуаров для нефтехранилищ. 
Под техническим руководством Шухова Контора инженера Бари в 1884 году начала строить на Волге речные и рейдовые танкеры-баржи. Монтаж осуществлялся на сборочной площадке в Царицыне (Волгоград), а с 1892 г. в Саратове.

#### Теоретическая и практическая разработка основ нефтянойгидравлики.
В статье «Нефтепроводы» (1884 год) и в книге «Трубопроводы и их применение в нефтяной промышленности» (1894 год) В. Г. Шухов привёл точные математические формулы для описания процессов протекания по трубопроводам нефти, мазута, создав классическую теорию нефтепроводов. Проектировал и затем руководил работами по постройке первого в мире мазутопровода с подогревом. В. Г. Шухов — автор проектов первых российских магистральных трубопроводов: Баку — Батум длиной 883 км (1907 год), Грозный — Туапсе длиной 618 км (1928 год).

#### Изобретение и создание трубчатыхпаровых котлов.
В 1896 году Шухов изобрёл новый водотрубный паровой котёл в горизонтальном и вертикальном исполнении (патенты Российской империи № 15 434 и № 15 435 от 27 июня 1896 года). В 1900 году его паровые котлы были отмечены высокой наградой — на Всемирной выставке в Париже Шухов получил золотую медаль. По патентам Шухова до и после революции были изготовлены тысячи паровых котлов. Котлы Бельвиля-Шухова были установлены на броненосцах «Князь Потемкин-Таврический», «Евстафий» и «Иоанн Златоуст».

#### Изобретение установки термическогокрекинганефти. Проектирование и строительствонефтеперерабатывающего заводас первыми российскими установками крекинга.
В. Г. Шухов и С. П. Гаврилов разработали процесс получения автомобильного бензина — непрерывно действующую трубчатую установку термического крекинга нефти (патент Российской империи № 12 926, заявка от 27 ноября 1891 года). Установка состояла из печи с трубчатыми змеевиковыми нагревателями, испарителя и ректификационных колонн. Однако, в тот период установка не была практически реализована. Привилегия была выдана на 10 лет.
Через тридцать лет, в 1923 году, в Москву прибыла делегация американской компании «Синклер Ойл», чтобы получить информацию о крекинге нефти, изобретённом Шуховым. Учёный, сравнив свой патент 1891 года с американскими патентами 1912—1916 годов, доказал, что американские крекинг-установки повторяют его патент и не являются оригинальными. В 1931 году по проекту и при техническом руководстве В. Г. Шухова был построен нефтеперерабатывающий завод «Советский крекинг» в Баку, где впервые в России был использован шуховский патент на крекинг-процесс при создании установок для получения бензина.

#### Изобретение и создание морскихмини платформ тяжёлых артиллерийских систем,батопортов.
Во время первой мировой войны В. Г. Шухов изобрёл несколько конструкций морских мин и платформ тяжёлых артиллерийских систем, проектировал батопорты морских доков.

### Создание строительных и инженерных конструкций
В. Г. Шухов является изобретателем первых в мире гиперболоидных конструкций и металлических сетчатых оболочек строительных конструкций (патенты Российской империи № 1894, № 1895, № 1896; от 12 марта 1899 года, заявленные В. Г. Шуховым 27.03.1895 —11.01.1896). Для Всероссийской промышленной и художественной выставки 1896 года в Нижнем Новгороде В. Г. Шухов построил восемь павильонов с первыми в мире перекрытиями в виде сетчатых оболочек, первое в мире перекрытие в виде стальной мембраны (Ротонда Шухова) и первую в мире гиперболоидную башню удивительной красоты, которая была куплена после выставки меценатом Ю. С. Нечаевым-Мальцовым и перенесена в его имение Полибино (ныне — в Липецкой области; сохранилась до настоящего времени). Оболочка гиперболоида вращения стала совершенно новой, никогда ранее не применявшейся в архитектуре, формой. После Нижегородской выставки 1896 года В. Г. Шухов разработал многочисленные конструкции разнообразных сетчатых стальных оболочек и использовал их в сотнях сооружений: перекрытиях общественных зданий и промышленных объектов, водонапорных башнях, морских маяках, мачтах военных кораблей и опорах линий электропередач. 70-метровый сетчатый стальной Аджигольский маяк под Херсоном — самая высокая односекционная гиперболоидная конструкция В. Г. Шухова. Радиобашня на Шаболовке в Москве стала самой высокой из многосекционных шуховских башен (160 метров).
«Конструкции Шухова завершают усилия инженеров XIX столетия в создании оригинальной металлической конструкции и одновременно указывают путь далеко в XX век. Они знаменуют собой значительный прогресс: опирающаяся на основные и вспомогательные элементы стержневая решетка традиционных для того времени пространственных ферм была заменена сетью равноценных конструктивных элементов» (Schädlich Ch., Das Eisen in der Architektur des 19.Jhdt., Habilitationsschrift, Weimar, 1967, S.104). В конце XIX века Шухов вместе со своими сотрудниками составил проект новой системы водоснабжения Москвы.
В 1897 году Шухов построил для металлургического завода в Выксе цех с пространственно изогнутыми сетчатыми парусообразными стальными оболочками перекрытий двоякой кривизны. Этот цех сохранился на Выксунском металлургическом заводе до наших дней. Это первое в мире сводообразное выпуклое перекрытие-оболочка двоякой кривизны.
С 1896 по 1930 год по проектам В. Г. Шухова было построено свыше 200 стальных сетчатых гиперболоидных башен. До наших дней сохранились не более 20. Неплохо сохранилась водонапорная башня в Николаеве (построена в 1907 году, её высота с баком составляет 32 метра) и Аджигольский маяк в Днепровском лимане (построен в 1910 году, высота — 70 метров). Также прекрасно сохранилась водонапорная башня в Черкассах. В 2012 году в резервуаре водонапорной башни конструкции Шухова в Коломне открылся Музей истории ЖКХ.
В. Г. Шухов изобрёл новые конструкции пространственных плоских ферм и использовал их при проектировании покрытий Музея изящных искусств (ГМИИ им. Пушкина), Московского главного почтамта, Бахметьевского гаража и других многочисленных построек. В 1912—1917 годах В. Г. Шухов спроектировал перекрытия залов и дебаркадер Киевского вокзала (бывшего Брянского) в Москве и руководил их возведением (ширина пролёта — 48 м, высота — 30 м, длина — 230 м).
Работая над созданием несущих конструкций, Шухов вносил существенный вклад в окончательный проект зданий и невольно выступал в роли архитектора. В архитектурном облике павильонов Всероссийской промышленной и художественной выставки 1896 года и Киевского вокзала авторство Шухова определило наиболее впечатляющие черты сооружений.
Сооружение в 1919—1922 годах башни для радиостанции на Шаболовке в Москве стало самой известной работой В. Г. Шухова. Башня представляет собой телескопическую конструкцию высотой 160 метров, состоящую из шести сетчатых гиперболоидных стальных секций. При строительстве радиобашни случилась авария, и В. Г. Шухов записал в дневнике: «При подъёме четвёртой секции третья сломалась. Четвёртая упала и повредила вторую и первую в семь часов вечера». Хотя комиссия экспертов установила, что «проект безупречен — виной всему „усталость металла“ низкого качества», В. Г. Шухов был арестован, но через некоторое время освобождён. О себе в дневнике он написал в третьем лице: «Приговор Шухову — условный расстрел», с отсрочкой исполнения приговора до окончания строительства. К счастью, аварии не повторились. 19 марта 1922 года началась трансляция радиопередач, и В. Г. Шухов был помилован.
Регулярные трансляции советского телевидения через передатчики Шуховской башни начались 10 марта 1939 года. Долгие годы изображение Шуховской башни было эмблемой советского телевидения и заставкой многих телепередач, включая знаменитый «Голубой огонёк». Сейчас Шуховская башня признана международными экспертами одним из высших достижений инженерного искусства. Международная научная конференция «Heritage at Risk. Сохранение архитектуры XX века и Всемирное наследие», прошедшая в апреле 2006 года в Москве с участием более 160 специалистов из 30 стран мира в своей декларации назвала Шуховскую башню в числе семи архитектурных шедевров русского авангарда, рекомендованных к включению в список Всемирного наследия ЮНЕСКО.
В 1927—1929 годах В. Г. Шухов, принимая участие в реализации плана ГОЭЛРО, превзошёл свою раннюю башенную конструкцию, построив три пары сетчатых многоярусных гиперболоидных опор перехода через реку Оку ЛЭП НиГРЭС в районе города Дзержинска, под Нижним Новгородом. Их высота была 20, 69 и 129 метров соответственно, длина перехода — 1800 метров.
Шуховские башни в Москве и на Оке являются уникальными памятниками архитектуры русского авангарда.

### Фотогалерея конструкций
- Строительство первых в мире сетчатых оболочек-перекрытий двоякой кривизны конструкции В. Г. Шухова на Выксунском металлургическом заводе, 1897 год
- Первая в мире стальная мембрана-перекрытие. Ротонда В. Г. Шухова, Нижний Новгород, 1896 год
- Первая в мире гиперболоидная башня, перевезённая с выставки 1896 года в Полибино[61]
- Шуховская башня в Москве. В настоящее время недоступна для туристов.
- Гиперболоидные сетки шуховских башен на Оке, вид снизу, 1989 год
- Две 128-метровые башни Шухова на берегу Оки, 1988 год
- Последняя оставшаяся шуховская башня на Оке, 2006 год
- Шуховский металло-стеклянный дебаркадер Киевского вокзала в Москве
- Железнодорожный мост конструкции Шухова через реку Аше у Сочи, 1989
- Аджигольский маяк
- Шуховская башня в Николаеве
- Шуховская водонапорная башня в Подольске
- Шуховская башня в Краснодаре
- Шуховская башня в Черкассах
- Водонапорная башня в городе Петушки (Владимирская область)
- Водонапорная башня в Лобне (микрорайон Луговая)
- Шуховская водонапорная башня в Борисове
- Башня Шухова в Копосове. Конец XIX в.
- Деревянная градирня в Североуральске

## Названы в честь Шухова и носят его имя
- Гиперболоидные сетчатые башни, соответствующие патенту В. Г. Шухова, построенные в России и за рубежом.
  - Помимо вышеуказанных (в галерее) шуховских башен, имеется башня в Бухаре (Узбекистан). Архивная копия от 4 марта 2016 на Wayback Machine
- Белгородский государственный технологический университет имени В. Г. Шухова
- Международный аэропорт в Белгороде
- Улица Шухова в Москве (бывший Сиротский переулок; переименован в 1963 году). На этой улице находится знаменитая Шуховская радиобашня.
- Улица в Конотопе Сумской области Украины. На ней же располагается шуховская башня города.
- Улица в Туле
- Улица в Сызрани
- Улица в Старом Осколе
- Парк имени В. Г. Шухова в городе Грайвороне[62]
- Средняя школа имени В. Г. Шухова города Грайворона Белгородской области (имя присвоено в 1992 году решением Грайворонского райисполкома)[63]
- Золотая медаль имени В. Г. Шухова, присуждаемая за высшие инженерные достижения
- Аудитория имени Шухова в Московском архитектурном институте
- С 1969 года имя «Академик Шухов» носил советский теплоход, сухогруз проекта СЭВ-17, в 1996 году утилизирован.
- В честь В. Г. Шухова названа гора в Антарктиде (Земля Мак-Робертсона, 70°23′ ю.ш., 66°06′ в.д., гора обследована Советской Антарктической экспедицией в 1972—1973 гг.).

## Память
- 2 декабря 2008 года в Москве на Тургеневской площади открыт памятник Владимиру Шухову. Авторский коллектив, работавший над памятником, возглавлял Салават Щербаков. Шухов увековечен в бронзе в полный рост, с рулоном чертежей и в накинутом на плечи плаще. Вокруг памятника установлены бронзовые скамейки. Две из них — в форме расколотого бревна с лежащими на них тисками, молотками и другими столярными инструментами; ещё одна представляет собой конструкцию из колёс и зубчатых передач[64].
- Памятник В. Г. Шухову в Белгороде.
- Памятник В. Г. Шухову в Волгограде, открыт в 2020 году на территории ЦПКиО[65][66].
- На территории ЦНИИПСК им. Н. П. Мельникова в Москве установлен бюст В. Г. Шухова.
- В 1963 году была выпущена почтовая марка СССР, посвящённая В. Г. Шухову.
- В 2003 году честь В. Г. Шухова назван астероид (10266) Владишухов, открытый в 1978 году советским астрономом Л. В. Журавлёвой.

- Память о Шухове
- Памятник Шухову в Москве
- Памятник Шухову в Белгороде
- Почтовая марка СССР
- Могила В.Г. Шухова на Новодевичьем кладбище в Москве

- На доме по адресу: г. Москва пер. Кривоколенный д. 11/13 стр. 1 установлена памятная доска инженеру В. Г. Шухову, жившему здесь с 1922 по 1936 год[67].
- 31 марта 2018 года была открыта памятная доска В. Г. Шухову на доме № 16—20 по Зубовскому бульвару, в котором он прожил последние 5 лет жизни[68]. Вскоре по приказу властей города Москвы мемориальная доска была закрыта металлическим коробом в связи с самовольной её установкой на фасаде здания[69].

## Изобретения В. Г. Шухова
- Ряд ранних изобретений и технологий нефтяной промышленности, в частности, технологии строительства нефтепроводов и резервуаров, не оформлены привилегиями и описаны В. Г. Шуховым в работе «Механические сооружения нефтяной промышленности» (журнал «Инженер», том 3, кн. 13, № 1, стр. 500—507, кн. 14, № 1, с. 525—533, Москва, 1883) и последующих работах о сооружениях и оборудовании нефтяной отрасли.
- Аппарат для непрерывной дробной перегонки нефти. Привилегия Российской Империи № 13200 от 31.12.1888 (соавтор — Ф. А. Инчик).
- Эрлифт-насос. Привилегия Российской Империи № 11531 за 1889.
- Гидравлический дефлегматор для перегонки нефти и других жидкостей. Привилегия Российской Империи № 9783 от 25.09.1890 (соавтор — Ф. А. Инчик).
- Крекинг-процесс (установка для перегонки нефти с разложением). Привилегия Российской Империи № 12926 от 27.11.1891 (соавтор — С. П. Гаврилов).
- Трубчатый паровой котёл. Привилегия Российской Империи № 15 434 от 27.06.1896.
- Вертикальный трубчатый котёл. Привилегия Российской Империи № 15 435 от 27.06.1896.
- Сетчатые покрытия для зданий. Привилегия Российской Империи № 1894 от 12.03.1899. Кл. 37 а, 7/14.
- Сетчатые сводообразные покрытия. Привилегия Российской Империи № 1895 от 12.03.1899. Кл. 37 а, 7/08.
- Гиперболоидные конструкции (ажурная башня). Привилегия Российской Империи № 1896 от 12.03.1899. Кл. 37f,15/28.
- Водотрубный котёл. Привилегия Российской Империи № 23 839 за 1913. Кл. 13 а, 13.
- Водотрубный котёл. Патент СССР № 1097 за 1926. Кл. 13 а,13.
- Водотрубный котёл. Патент СССР № 1596 за 1926. Кл. 13а, 7/10.
- Воздушный экономайзер. Патент СССР № 2520 за 1927. Кл. 24 к, 4.
- Устройство для выпуска жидкости из сосудов с меньшим давлением в среду с большим давлением. Патент СССР № 4902 за 1927. Кл. 12g, 2/02.
- Подушка для уплотнительных приспособлений к поршням сухих газгольдеров. Авторское свидетельство СССР № 37 656 за 1934. Кл. 4 с, 35.
- Приспособление для прижатия к стене резервуара уплотнительных колец для поршней сухих газгольдеров. Авторское свидетельство СССР № 39 038 за 1938. Кл. 4 с, 35